# Communauté de communes du Guillestrois et du Queyras
La communauté de communes du Guillestrois et du Queyras est une communauté de communes française créée le 24 octobre 2016 par arrêté préfectoral. Elle a pris effet le 1er janvier 2017, située dans le département des Hautes-Alpes, en région Provence-Alpes-Côte d'Azur.

## Historique
La loi no 2015-991 du 7 août 2015 portant nouvelle organisation territoriale de la République, dite « loi NOTRe », impose aux structures intercommunales une population minimale de 15 000 habitants, assortie de dérogations, sans pour autant descendre en dessous de 5 000 habitants. L'ensemble des communes du département des Hautes-Alpes étant classé en zone de montagne, ce dernier seuil s'applique. Celui-ci n'est pourtant pas atteint pour la communauté de communes de l'Escarton du Queyras (population municipale de 2 443 habitants en 2012), qui doit fusionner avec une autre structure.
Le schéma départemental de coopération intercommunale (SDCI) des Hautes-Alpes, dévoilé en octobre 2015, propose une fusion entre la communauté de communes du Guillestrois et la communauté de communes du Queyras. Cette nouvelle structure intercommunale compte quinze communes pour une population de 7 909 habitants. Aucun changement n'est apporté après consultation de la commission départementale de coopération intercommunale du 17 mars 2016, peu avant l'adoption du SDCI à la fin du mois.
La nouvelle communauté de communes prend le nom de « Communauté de communes du Guillestrois et du Queyras » par un arrêté préfectoral du 24 octobre 2016.

## Territoire communautaire

### Géographie

#### Occupation des sols
Le tableau ci-dessous présente l'occupation des sols de la communauté de communes en 2018, telle qu'elle ressort de la base de données européenne d’occupation biophysique des sols Corine Land Cover (CLC).
| Type d’occupation                                                                   | Pourcentage | Superficie (en hectares) |
| ----------------------------------------------------------------------------------- | ----------- | ------------------------ |
| Tissu urbain discontinu                                                             | 0,6 %       | 532                      |
| Zones industrielles ou commerciales et installations publiques                      | 0,04 %      | 32                       |
| Extraction de matériaux                                                             | 0,03 %      | 26                       |
| Équipements sportifs et de loisirs                                                  | 0,04 %      | 35                       |
| Prairies et autres surfaces toujours en herbe                                       | 2,8 %       | 2 308                    |
| Systèmes culturaux et parcellaires complexes                                        | 1,4 %       | 1 156                    |
| Surfaces essentiellement agricoles interrompues par des espaces naturels importants | 0,2 %       | 181                      |
| Forêts de feuillus                                                                  | 0,2 %       | 202                      |
| Forêts de conifères                                                                 | 33,8 %      | 28 199                   |
| Forêts mélangées                                                                    | 0,4 %       | 366                      |
| Pelouses et pâturages naturels                                                      | 27,6 %      | 23 025                   |
| Landes et broussailles                                                              | 0,3 %       | 271                      |
| Forêt et végétation arbustive en mutation                                           | 5,6 %       | 4 656                    |
| Plages, dunes et sable                                                              | 0,2 %       | 132                      |
| Roches nues                                                                         | 14,1 %      | 11 730                   |
| Végétation clairsemée                                                               | 12,6 %      | 10 509                   |
| Source : Corine Land Cover                                                          |             |                          |

### Composition
La communauté de communes est composée des 15 communes suivantes :

| Nom                       | Code Insee | Gentilé         | Superficie (km2) | Population (dernière pop. légale) | Densité (hab./km2) |
| ------------------------- | ---------- | --------------- | ---------------- | --------------------------------- | ------------------ |
| Guillestre (siège)        | 05065      | Guillestrins    | 51,29            | 2 286 (2022)                      | 45                 |
| Abriès-Ristolas           | 05001      |                 | 159,31           | 379 (2022)                        | 2,4                |
| Aiguilles                 | 05003      | Aiguillons      | 40,16            | 374 (2022)                        | 9,3                |
| Arvieux                   | 05007      | Arvidants       | 72,62            | 343 (2022)                        | 4,7                |
| Ceillac                   | 05026      | Ceillaquins     | 96,05            | 271 (2022)                        | 2,8                |
| Château-Ville-Vieille     | 05038      |                 | 66,9             | 300 (2022)                        | 4,5                |
| Eygliers                  | 05052      |                 | 30,04            | 845 (2022)                        | 28                 |
| Molines-en-Queyras        | 05077      | Molinois        | 53,62            | 307 (2022)                        | 5,7                |
| Mont-Dauphin              | 05082      | Mont-Dauphinois | 0,58             | 169 (2022)                        | 291                |
| Réotier                   | 05116      |                 | 22,33            | 213 (2022)                        | 9,5                |
| Risoul                    | 05119      | Risoulins       | 30,34            | 663 (2022)                        | 22                 |
| Saint-Clément-sur-Durance | 05134      |                 | 25,06            | 332 (2022)                        | 13                 |
| Saint-Crépin              | 05136      | Saint-Crépinois | 46,3             | 716 (2022)                        | 15                 |
| Saint-Véran               | 05157      | Saint-Vérannais | 44,75            | 165 (2022)                        | 3,7                |
| Vars                      | 05177      | Varsois         | 92,2             | 592 (2022)                        | 6,4                |

## Administration

### Siège
Le siège de la communauté de communes est situé à Guillestre.

### Les élus
La communauté de communes est gérée par un conseil communautaire composé de 30 membres représentant chacune des communes membres.
Par arrêté préfectoral du 23 décembre 2016, ils sont répartis comme suit (avant fusion d'Abriès et de Ristolas) :
| Nombre de délégués | Communes |
| ------------------ | --- |
| 8                  | Guillestre |
| 3                  | Eygliers |
| 2                  | Aiguilles, Arvieux, Risoul, Saint-Crépin, Vars                                                                                      |
| 1                  | Abriès, Ceillac, Château-Ville-Vieille, Mont-Dauphin, Molines-en-Queyras, Réotier, Ristolas, Saint-Clément-sur-Durance, Saint-Véran |

À l'issue des élections municipales de mars 2020, le conseil communautaire sera composé de 30 membres, dont la répartition est la suivante :
| Nombre de délégués | Communes                                                                                         |
| ------------------ | ------------------------------------------------------------------------------------------------ |
| 8                  | Guillestre                                                                                       |
| 2                  | Abriès-Ristolas, Château-Ville-Vieille, Aiguilles, Arvieux, Eygliers, Risoul, Saint-Crépin, Vars |
| 1                  | Ceillac, Mont-Dauphin, Molines-en-Queyras, Réotier, Saint-Clément-sur-Durance, Saint-Véran       |

### Présidence
| Nom | Nom              | Parti | Début | Fin         | Fonctions                          |
| --- | ---------------- | ----- | ----- | ----------- | ---------------------------------- |
|     | Dominique Moulin | SE    | 2020  | En fonction | 1re adjoint au maire de Guillestre |

| No | Identité                | Qualité                            | Délégation                              |
| -- | ----------------------- | ---------------------------------- | --------------------------------------- |
| 1  | Jean-Louis Poncet       | Maire de Château Ville-Vieille     | Assainissement et GEMAPI                |
| 2  | Jean-Louis Queyras      | Maire de Saint-Crépin              | Développement économique et ZAE         |
| 3  | Valérie Garcin-Eymeoud  | Maire de Molines-en-Queyras        | Tourisme et attractivité du territoire  |
| 4  | Anne Chouvet            | Maire d'Eygliers                   | Déchets                                 |
| 5  | Dominique Bucci-Alberto | Maire d'Aiguilles                  | Vie sociale et services à la population |
| 6  | Régis Simond            | Maire de Risoul                    | Aménagement du territoire et mobilité   |
| 7  | Emile Chabrand          | Maire de Ceillac                   | Activités de pleine nature              |
| 8  | Michel Mouront          | 1er adjoint au maire de Réotier    | Finances et budgets                     |
| 9  | Jean-Louis Berard       | Maire de Saint-Clément-sur-Durance | Agriculture, forêt et abattoir          |

### Compétences
L'intercommunalité exerce des compétences qui lui sont déléguées par les communes membres.
La communauté de communes exerce les compétences obligatoires suivantes :
- aménagement de l'espace communautaire, schéma de cohérence territoriale et schéma de secteur, plan local d'urbanisme ;
- actions de développement économique : création, aménagement, entretien et gestion de zones d'activité industrielles, commerciales, tertiaires, artisanales, touristiques, portuaires et aéroportuaires ; politique locale du commerce et soutien aux activités commerciales d'intérêt communautaire ; promotion du tourisme ;
- aménagement, entretien et gestion des aires d'accueil des gens du voyage ;
- collecte et traitement des déchets des ménages et des déchets assimilés ;
- gestion des milieux aquatiques et prévention des inondations[Note 1].

Les compétences optionnelles sont les suivantes :
- protection et mise en valeur de l'environnement[Note 2] ;
- politique de la ville[Note 2] ;
- politique du logement et du cadre de vie[Note 3] ;
- construction, entretien et fonctionnement d'équipements culturels et sportifs d'intérêt communautaire et d'équipement de l'enseignement pré-élémentaire et élémentaire d'intérêt communautaire[Note 4] ;
- action sociale d'intérêt communautaire[Note 2] ;
- assainissement[Note 2] ;
- création et gestion de maisons de services au public[Note 4].

Les compétences facultatives sont les suivantes :
- sur le territoire de l'ancienne communauté de communes du Guillestrois : abattoir intercommunal, microcentrale du Chagne et du Rif Bel, système d'information géographique, création d'une maison de pays, etc.
- sur le territoire de l'ancienne communauté de communes de l'Escarton du Queyras : gestion du domaine nordique, adhésion au syndicat « Pays d'Art et d'Histoire », gestion de services de lutte contre l'incendie, actions de développement touristique, etc.

### Régime fiscal et budget
La communauté de communes applique la fiscalité professionnelle unique.
Elle dispose d'un budget principal et de quatorze budgets annexes (maisons de santé pluridisciplinaires, GEMAPI, tourisme, assainissement, etc., ainsi que les quatre zones d'activités économiques du territoire communautaire). Ces budgets ont été rattachés au budget principal par un arrêté préfectoral du 15 décembre 2016.
En 2018, le budget s'élevait à 12 632 092,84 € (10 172 905,90 € de fonctionnement et 2 459 186,94 € d'investissement).